# Pierre Meystre
Pierre Meystre (* 7. Mai 1948 in Yverdon) ist ein Schweizer Physiker, der sich mit Quantenoptik und Atomphysik befasst.
Meystre studierte an der EPF Lausanne (Diplom 1971) und wollte zunächst Experimentator werden, wandte sich in seiner Dissertation 1974 allerdings schon der Theorie zu. Als Post-Doktorand war er bei Marlan Scully an der University of Arizona. Ab 1977 war er am Max-Planck-Institut für Quantenoptik in München. 1983 habilitierte er sich an der Ludwig-Maximilians-Universität München. 1986 ging er wieder an die University of Arizona, wo er Regents Professor of Physics and Optical Sciences ist und von 2005 bis 2007 Vorstand der Physik-Fakultät war. Seit 2016 ist er Regents' Professor Emeritus.
Er befasst sich theoretisch mit Atomphysik und Quantenoptik von der Laser-Theorie bis zur Hohlraum-QED (cavity-QED). Mit Murray Sargent verfasste er ein Standardlehrbuch der Quantenoptik.
2002 erhielt er den R. W. Wood Prize der Optical Society of America, deren Fellow er ist. Für 2014 wurde ihm der Willis-E.-Lamb-Preis zugesprochen. Er ist Fellow der American Physical Society (APS) und der American Association for the Advancement of Science. Er erhielt einen Humboldt Senior Scientist Award. Er war Simons Foundation Lecturer an der State University of New York (SUNY). Er war Vorsitzender des Komitees für Atomphysik, Molekülphysik und Optische Physik des National Research Council und der entsprechenden Abteilung der American Physical Society und im Rat des Center for Ultracold Atoms des MIT und der Harvard University und im Center of Nonlinear Studies des Los Alamos National Laboratory.
2013 wurde Meystre Lead Editor der Zeitschrift Physical Review Letters der APS und 2016 dann Editor-in-Chief aller Physical Review-Zeitschriften der APS, ein Amt, von dem er 2017 zurücktrat.
Von 2007 bis 2016 war er Direktor des B2 Instituts an der Biosphere 2.

## Schriften (Auswahl)
- mit Murray Sargent III: Elements of Quantum Optics. Springer, Berlin 1990; 4. Auflage 2007, doi:10.1007/978-3-540-74211-1.
- Atom Optics. Springer, New York 2001, ISBN 978-0-387-95274-1.
- mit Markus Aspelmeyer, Keith Schwab: Quantum optomechanics. In: Physics Today. Band 65 (2012), Heft 7, S. 29 ff., doi:10.1063/PT.3.1640.
- Theoretical developments in cavity quantum optics: a brief review, Physics Reports, Band 219, 1992, S. 243–262 (Sammelband zur 20. Solvay-Konferenz über Quantenoptik)